# Callitriche marginata
Callitriche marginata är en grobladsväxtart som beskrevs av John Torrey. Callitriche marginata ingår i släktet lånkar, och familjen grobladsväxter. Inga underarter finns listade i Catalogue of Life.